# Buchkogel
Buchkogel är en kulle i Österrike.   Den ligger i distriktet Graz-Umgebung och förbundslandet Steiermark, i den östra delen av landet, 150 km sydväst om huvudstaden Wien. Toppen på Buchkogel är 663 meter över havet, eller 174 meter över den omgivande terrängen. Bredden vid basen är 4,5 km.
Terrängen runt Buchkogel är platt åt sydost, men åt nordväst är den kuperad. Runt Buchkogel är det ganska tätbefolkat, med 124 invånare per kvadratkilometer.. Närmaste större samhälle är Graz, 6,5 km nordost om Buchkogel.
Trakten runt Buchkogel består till största delen av jordbruksmark.